# Brevlåda
Brevlåda är en behållare avsedd för postförsändelser. En brevlåda tillhör ett postföretag, varvid de postförsändelser som lämnas i brevlådan sorteras och vidarebefordras av postföretaget till adressatens postlåda, postbox, fastighetsbox eller brevinkast. Särskilt värdefulla försändelser och större försändelser, som inte ryms i brevlådan eller brevlådans inkast, lämnas i stället in på ett postkontor eller hos ett postombud.

## De första svenska brevlådorna

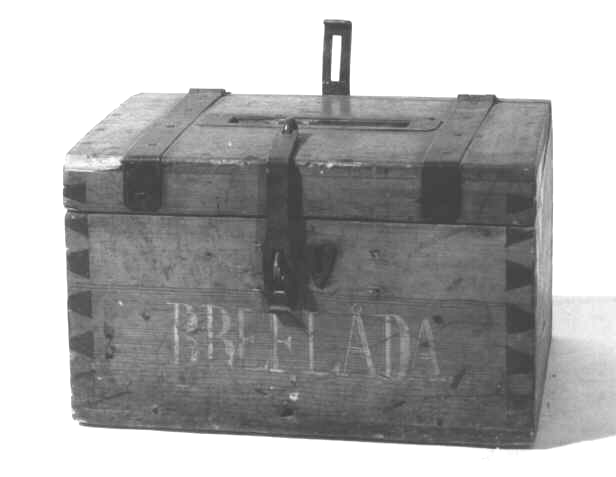
Brevlåda från 1835 använd ombord på svenska ångfartyg

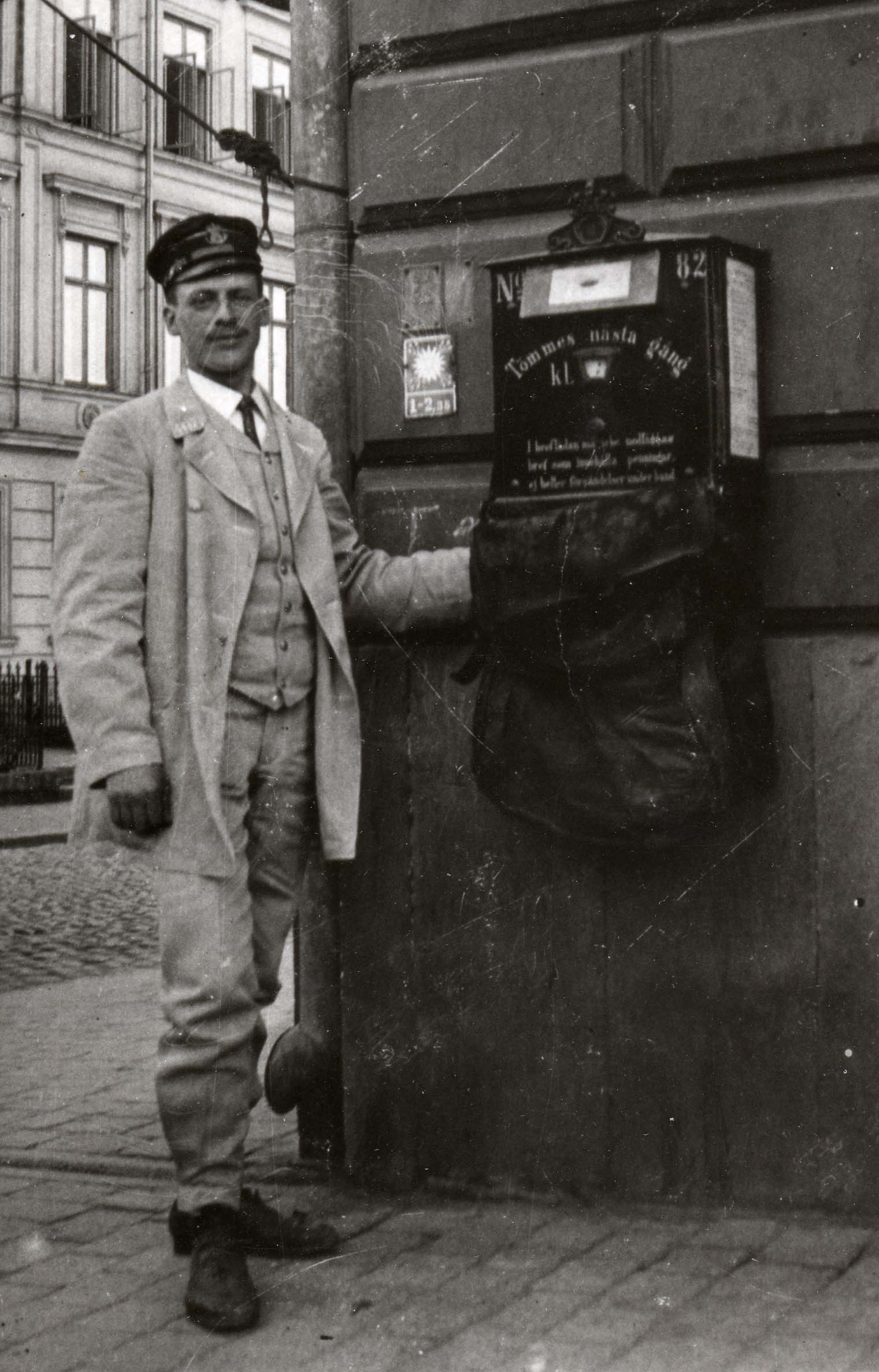
Tömning av brevlåda av Wibergs modell i Stockholm 1908-1910

De första svenska brevlådorna infördes 1835. Det var Kungl Maj:t som den 7 mars 1835 gav ut en tryckt kungörelse angående villkoren för brevs befordran med ångfartyg, seglande fartyg och diligenser. I denna förordning bestämdes bland annat att det skulle finnas en låst brevlåda ombord på varje fartyg som gjorde reguljära resor med passagerare mellan bestämda orter. Nycklar till brevlådan skulle förvaras hos berörda postkontor. När de första svenska frimärkena gavs ut 1855 beslöt regeringen att även brevlådor skulle införas. Nu behövde man inte längre gå in på postkontoret för att betala det brev man ville skicka. 
Men förutsättningen för att brevet skulle befordras var att det var frankerat med fullt porto. Brevlådorna skulle sättas upp vid alla postanstalter och i städerna även på andra lämpliga ställen. Om kommunen begärde så kunde brevlådor även sättas upp utefter postvägarna. I de fall det i städerna sattes upp brevlådor på andra ställen än vid postkontoren berodde på om postmästarna ville tömma lådorna utan ersättning från Poststyrelsen. Några särskilda brevlådetömmare hade man inte råd med. I juli 1855 fanns i Stockholm 23 brevlådor utplacerade på allmänna platser i staden. På Norrmalm fanns 10 brevlådor, i Gamla stan 5, på Södermalm 3, på Kungsholmen 2, på Östermalm 2 och på Djurgården 1 brevlåda.
År 1870 prövade man i Stockholm en ny brevlåda som var så konstruerad att den tömningsväska som användes samtidigt öppnade brevlådans bottenklaff. På så sätt kom aldrig brevlådetömmaren åt innehållet. Det var ett sätt att förena enkelhet med säkerhet i tömningen av brevlådor. Brevlådan som var konstruerad av filosofie doktor Martin Wiberg blev en succé och rättigheterna såldes till bland annat Tyskland 1873.
I oktober 1893 beslöt postverket att köpa Wibergs uppfinning för 2 000 kronor.

## Galleri
Brevlådor från olika länder

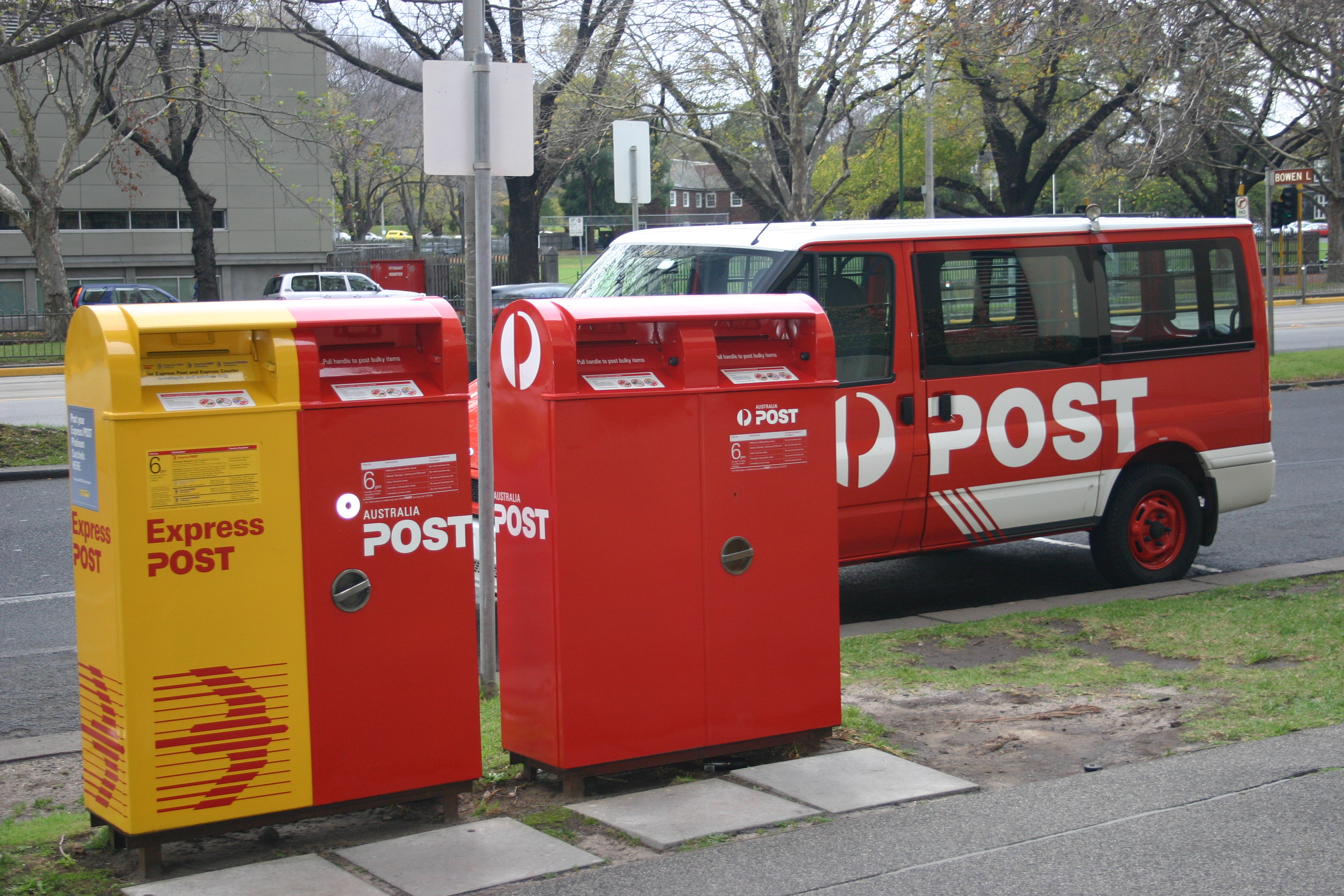
Australien
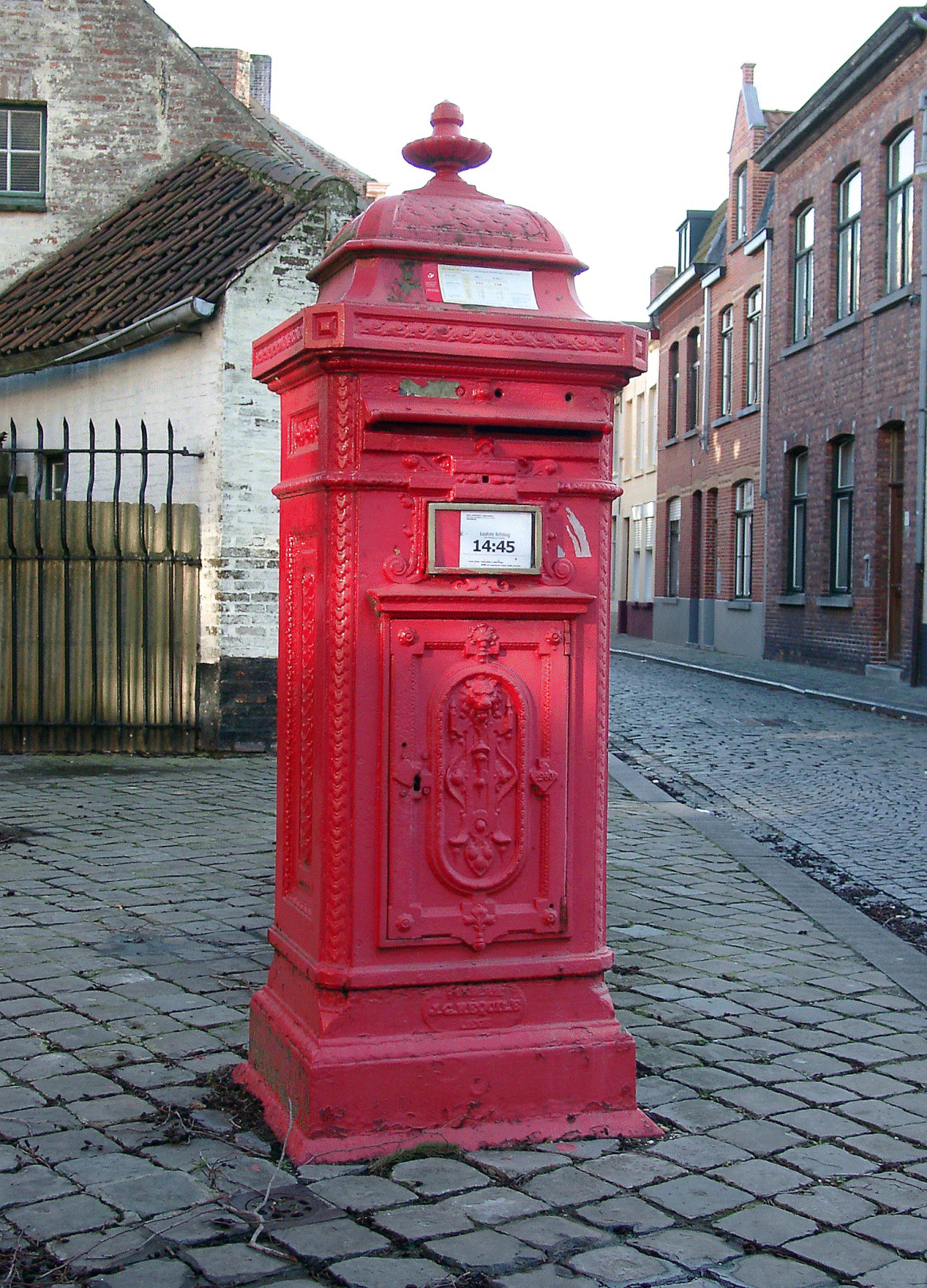
Belgien
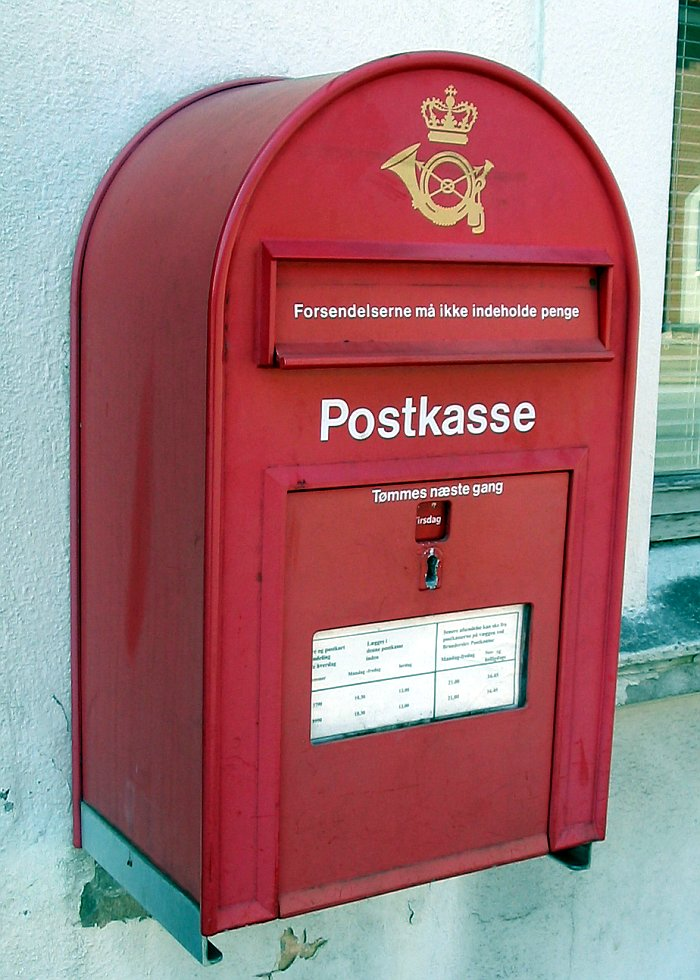
Danmark
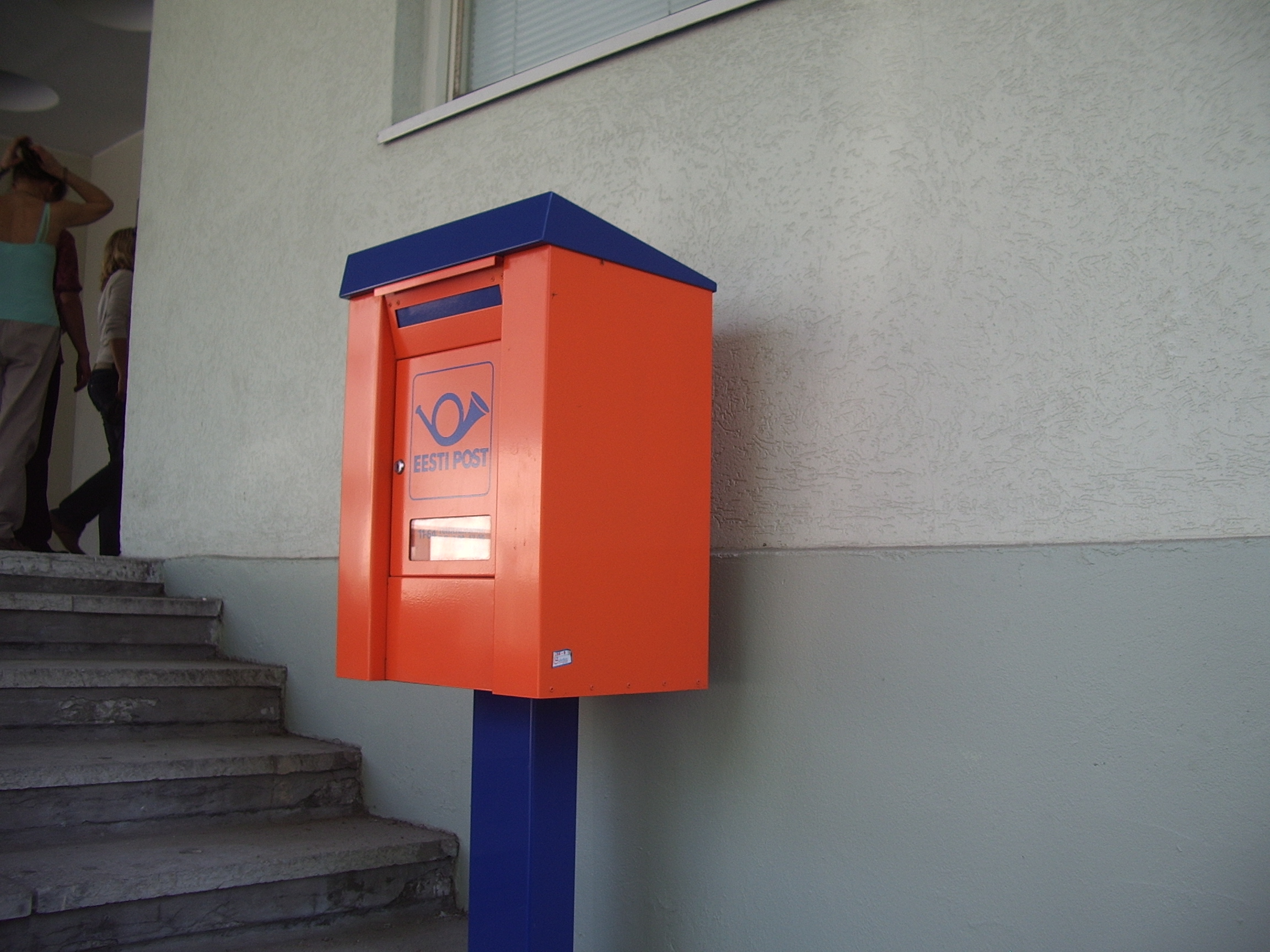
Estland
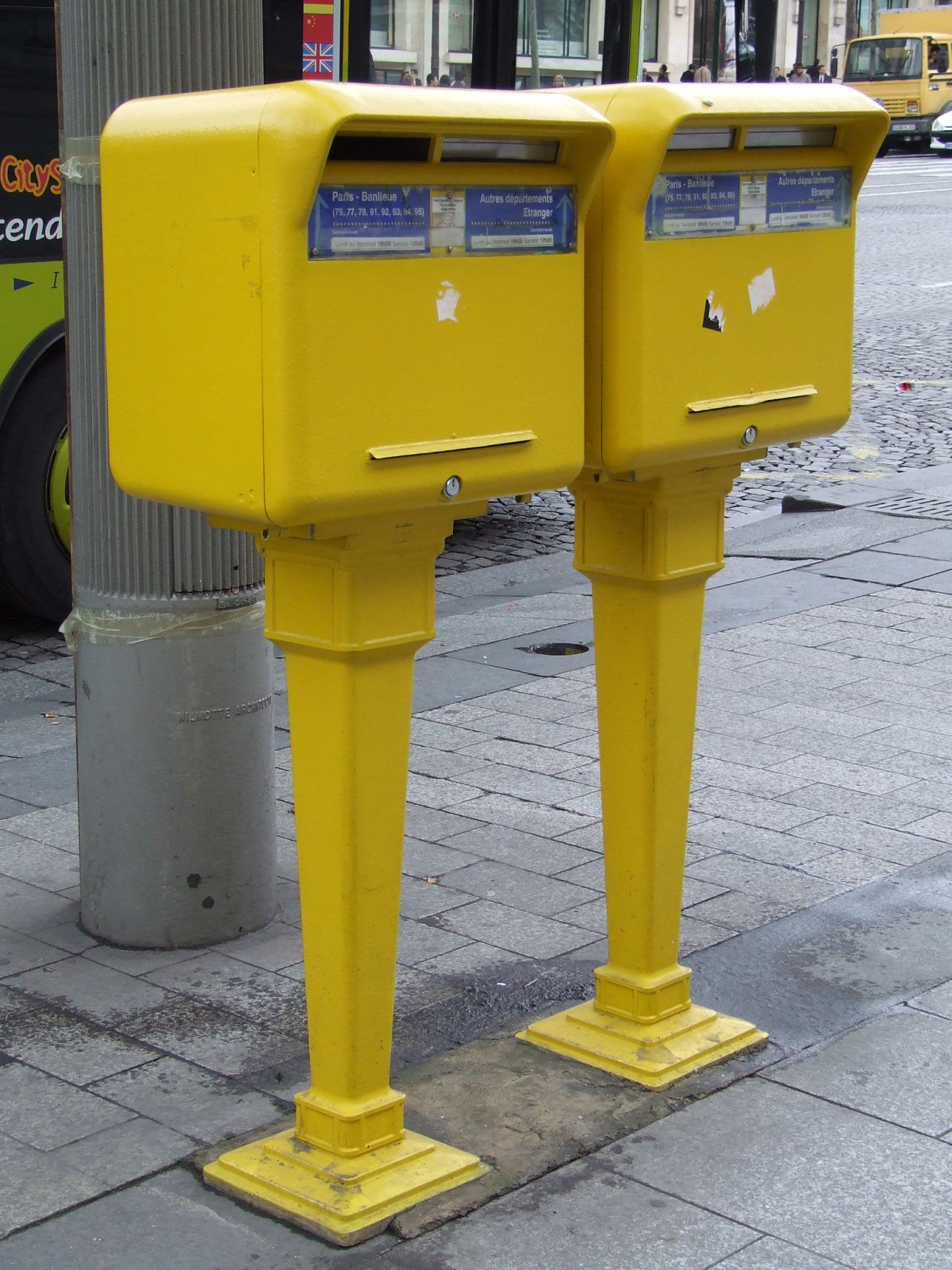
Frankrike
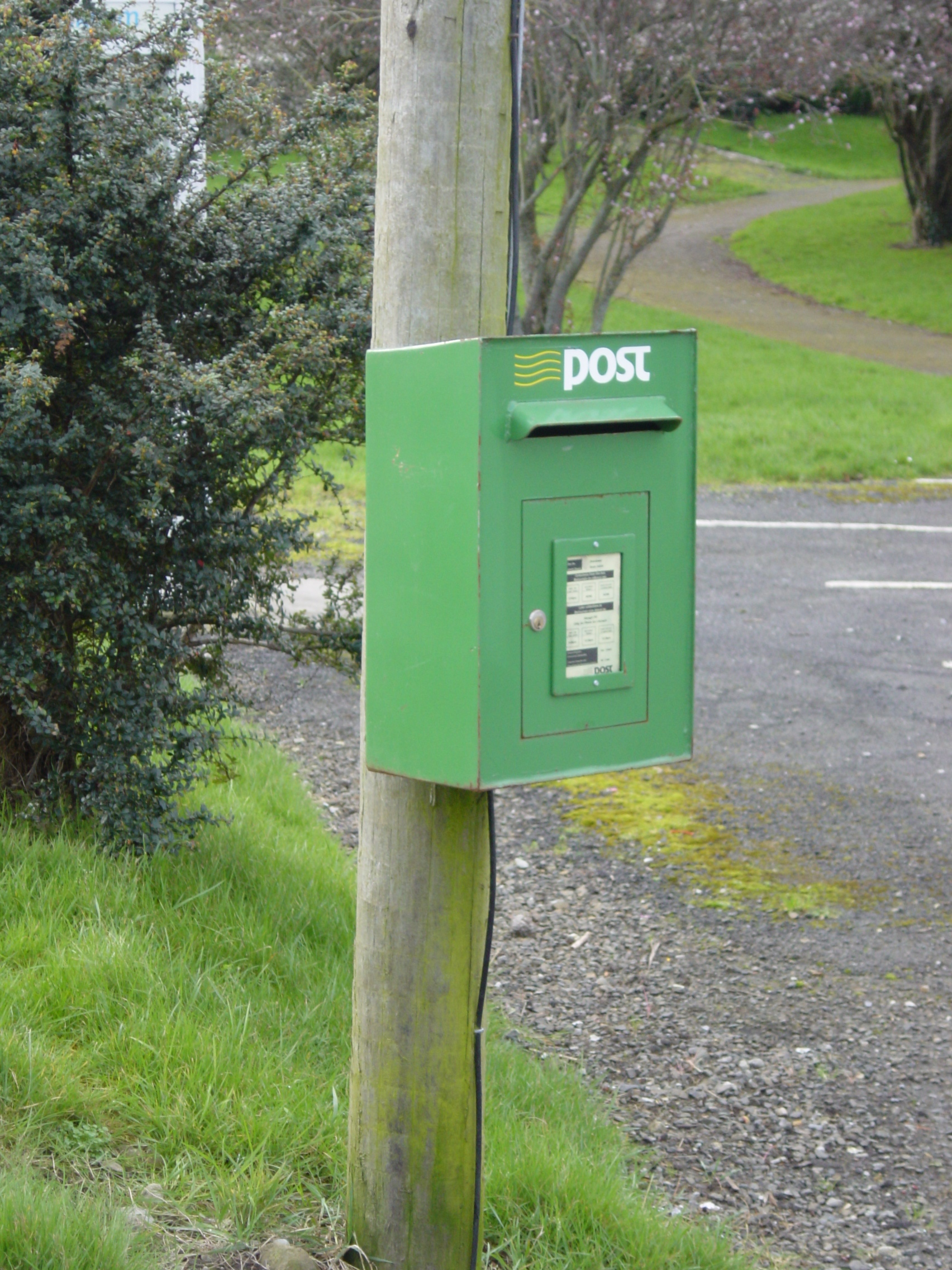
Irland
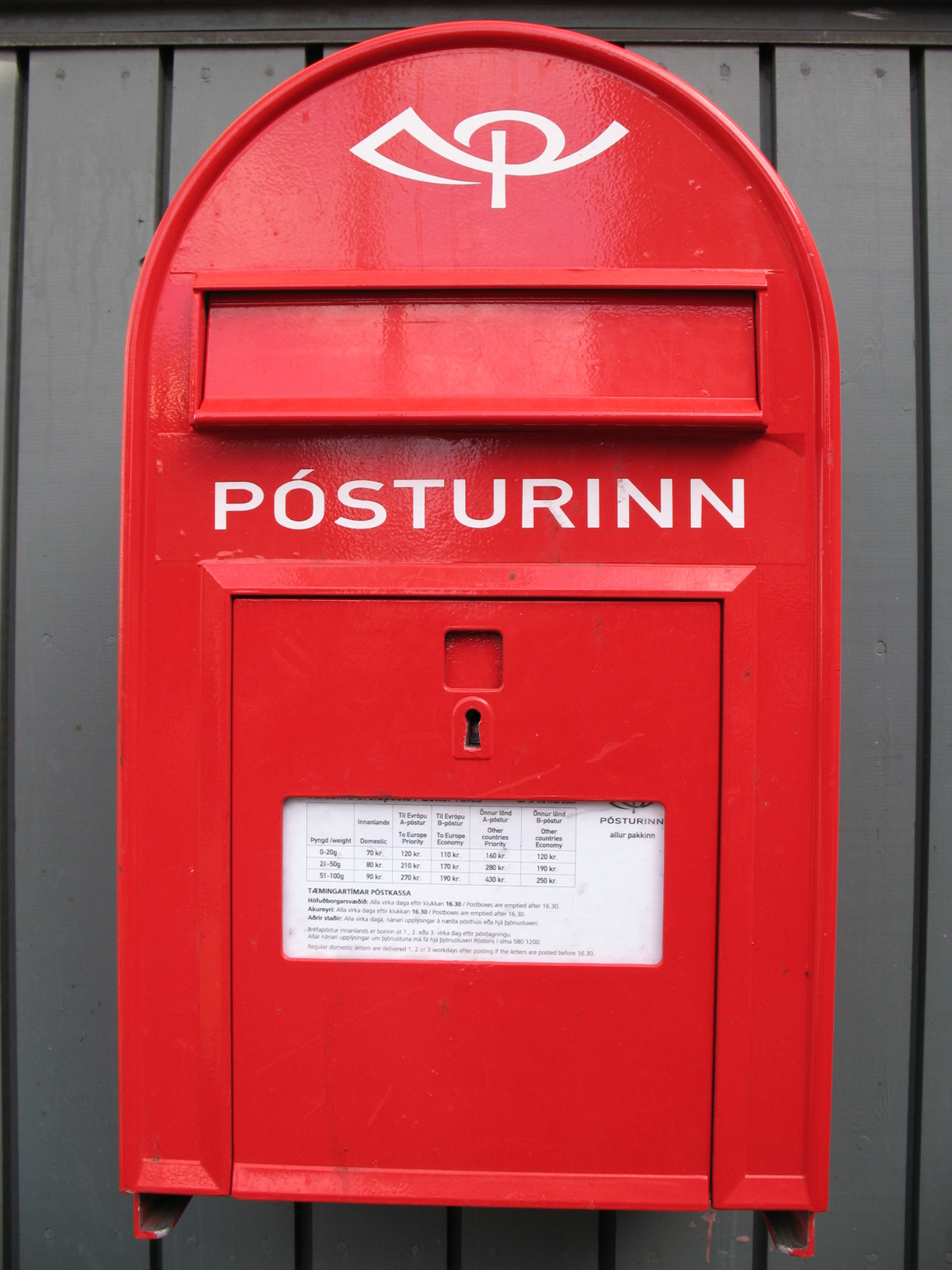
Island
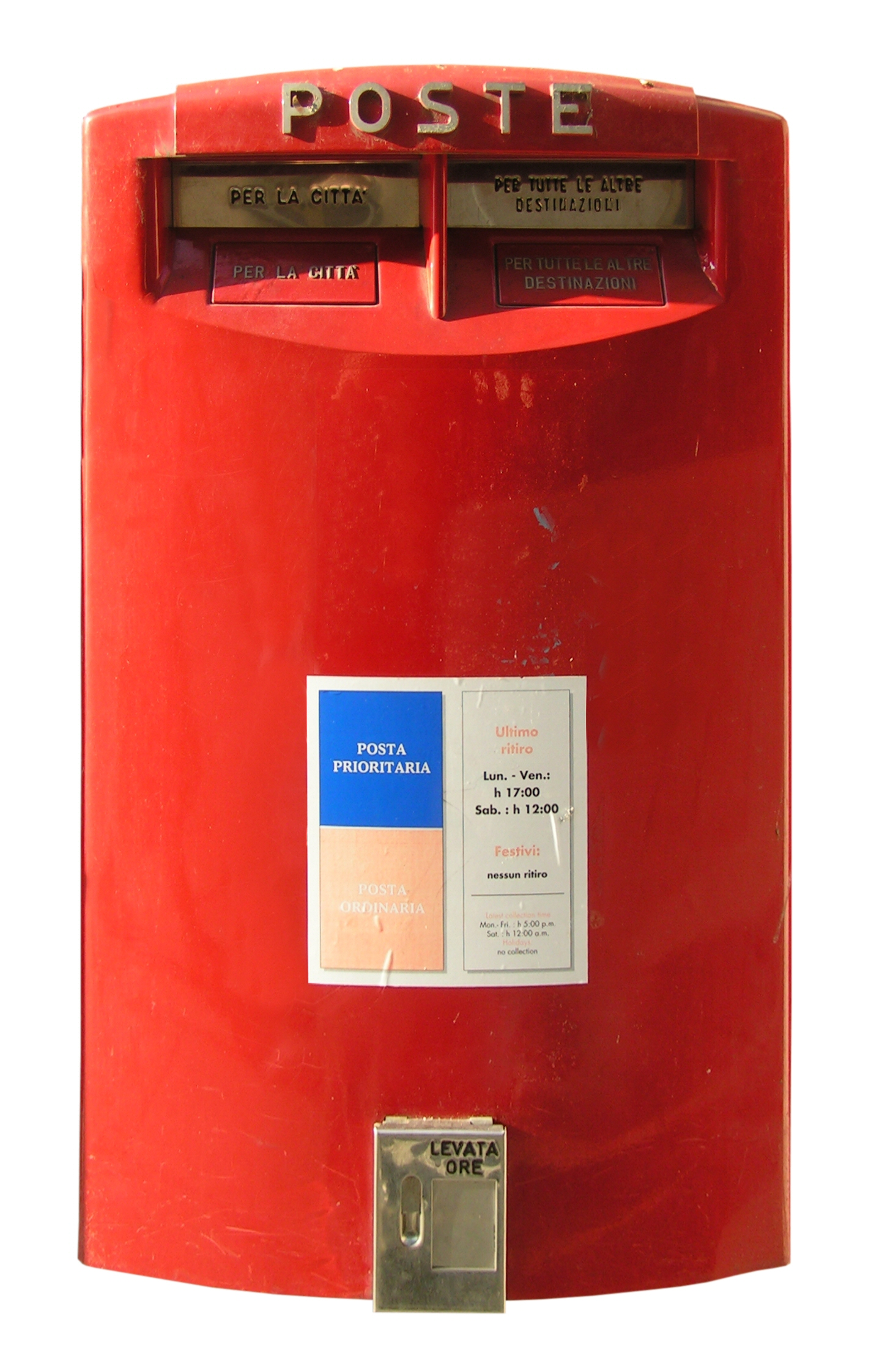
Italien
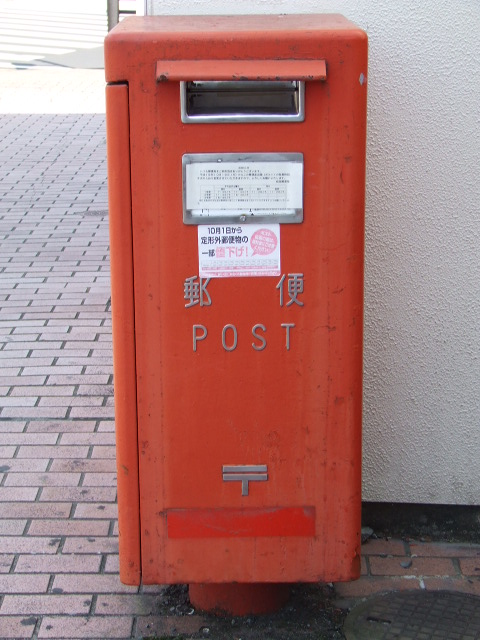
Japan
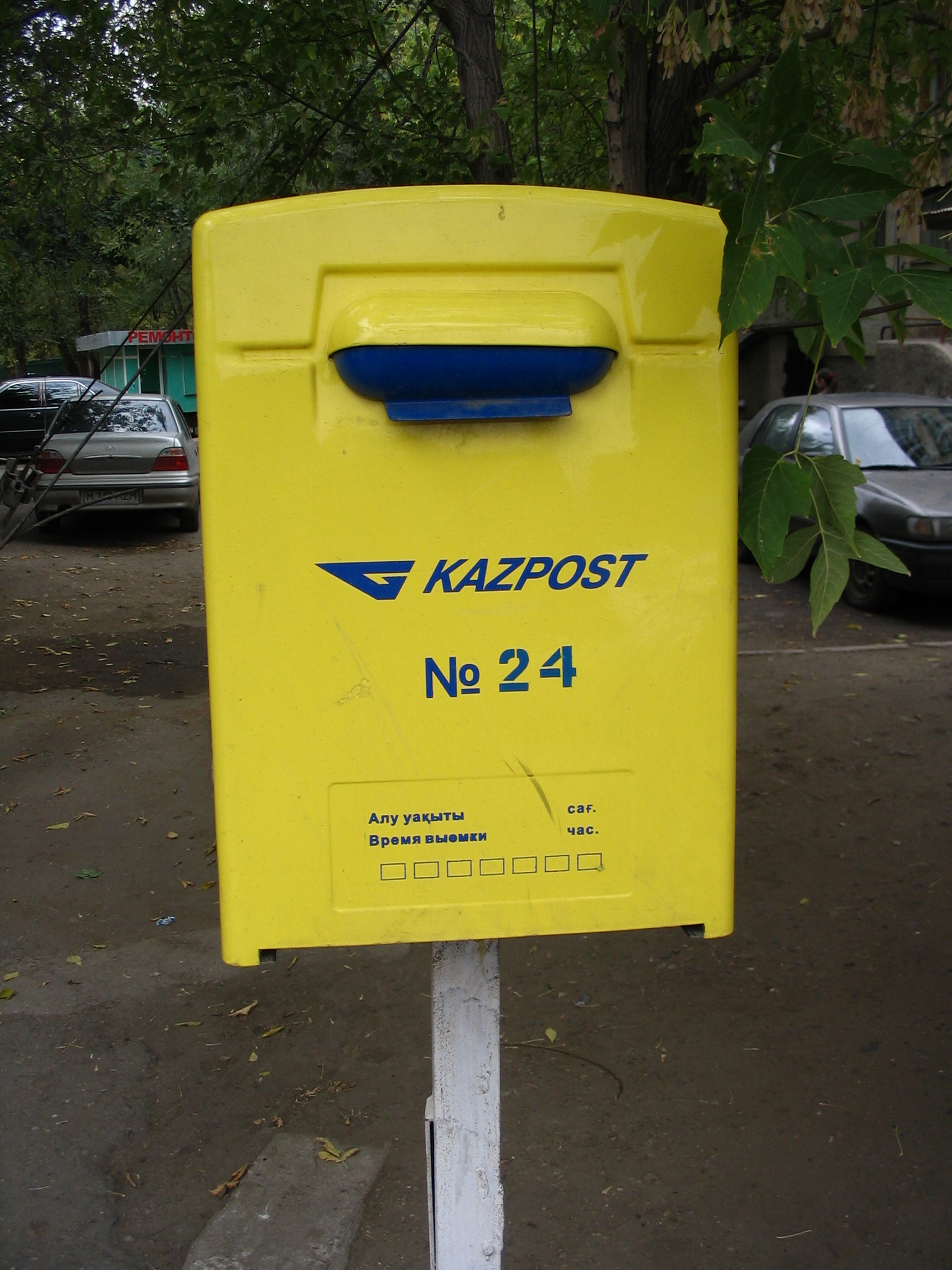
Kazakstan
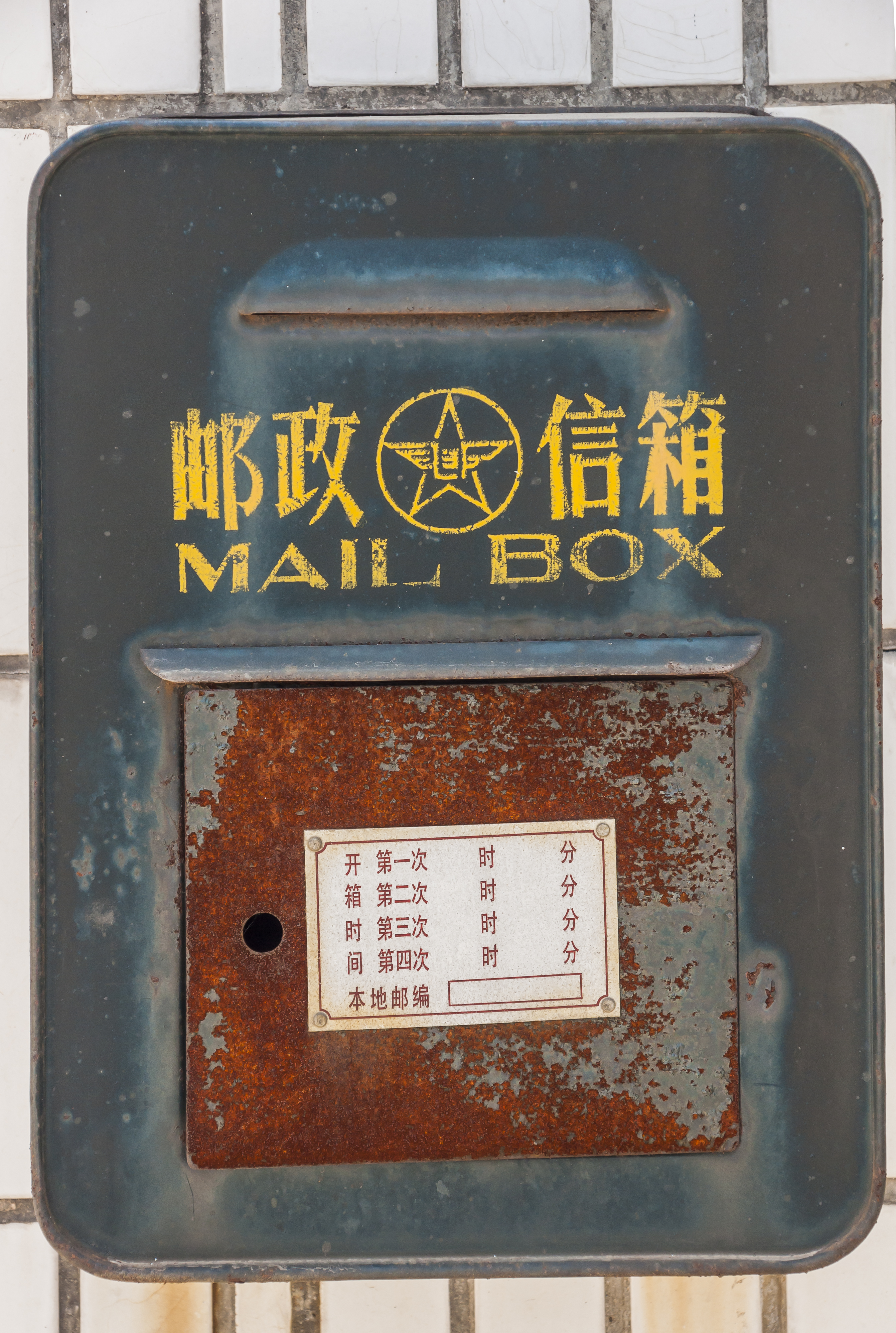
Kina
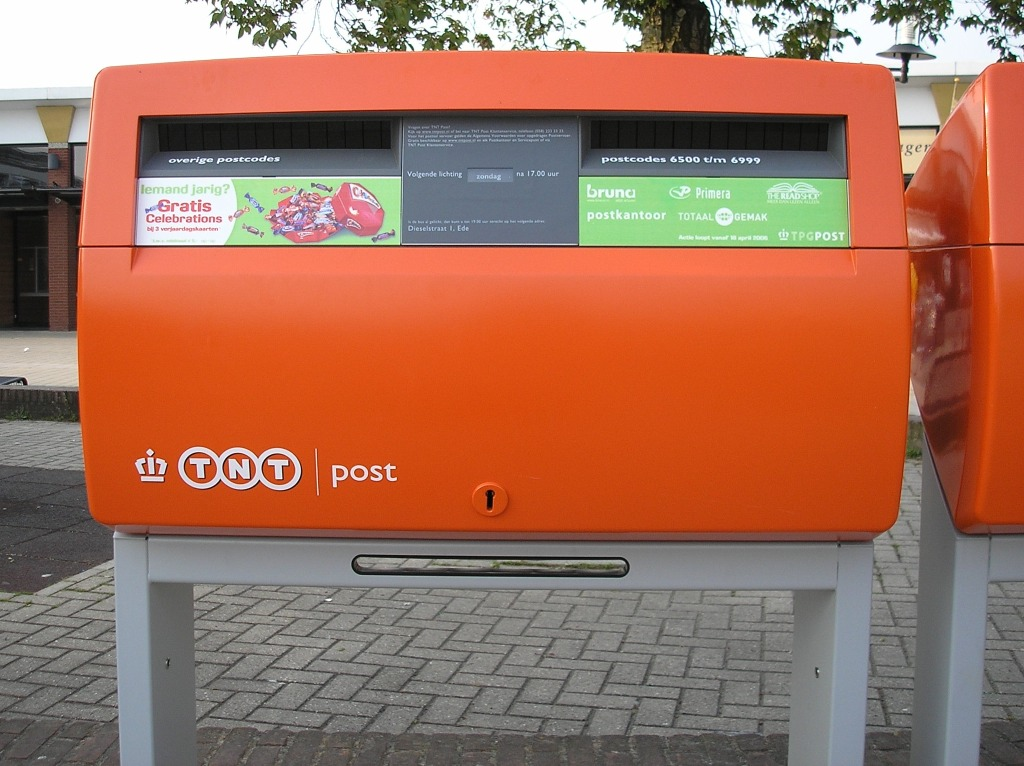
Nederländerna
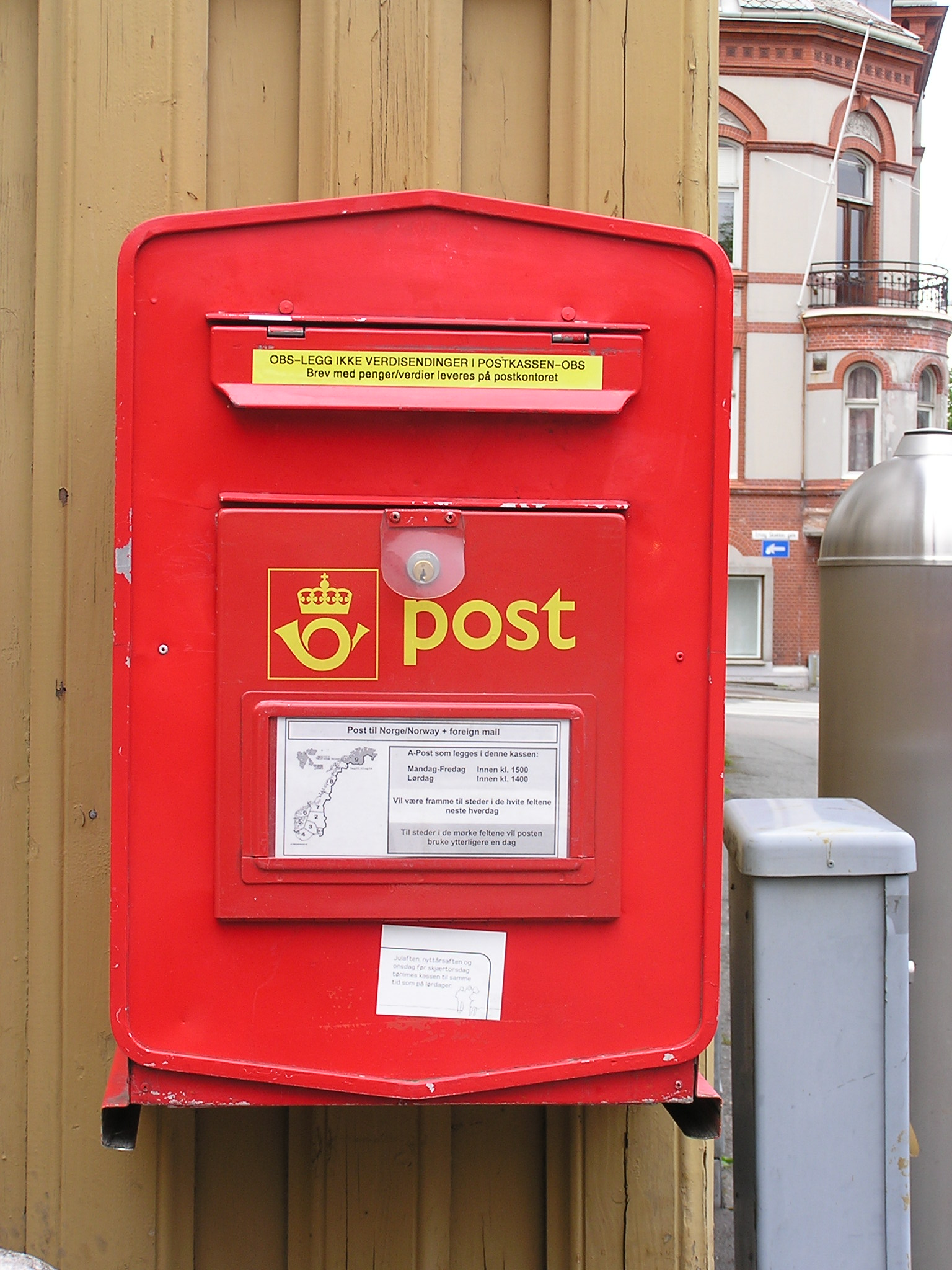
Norge
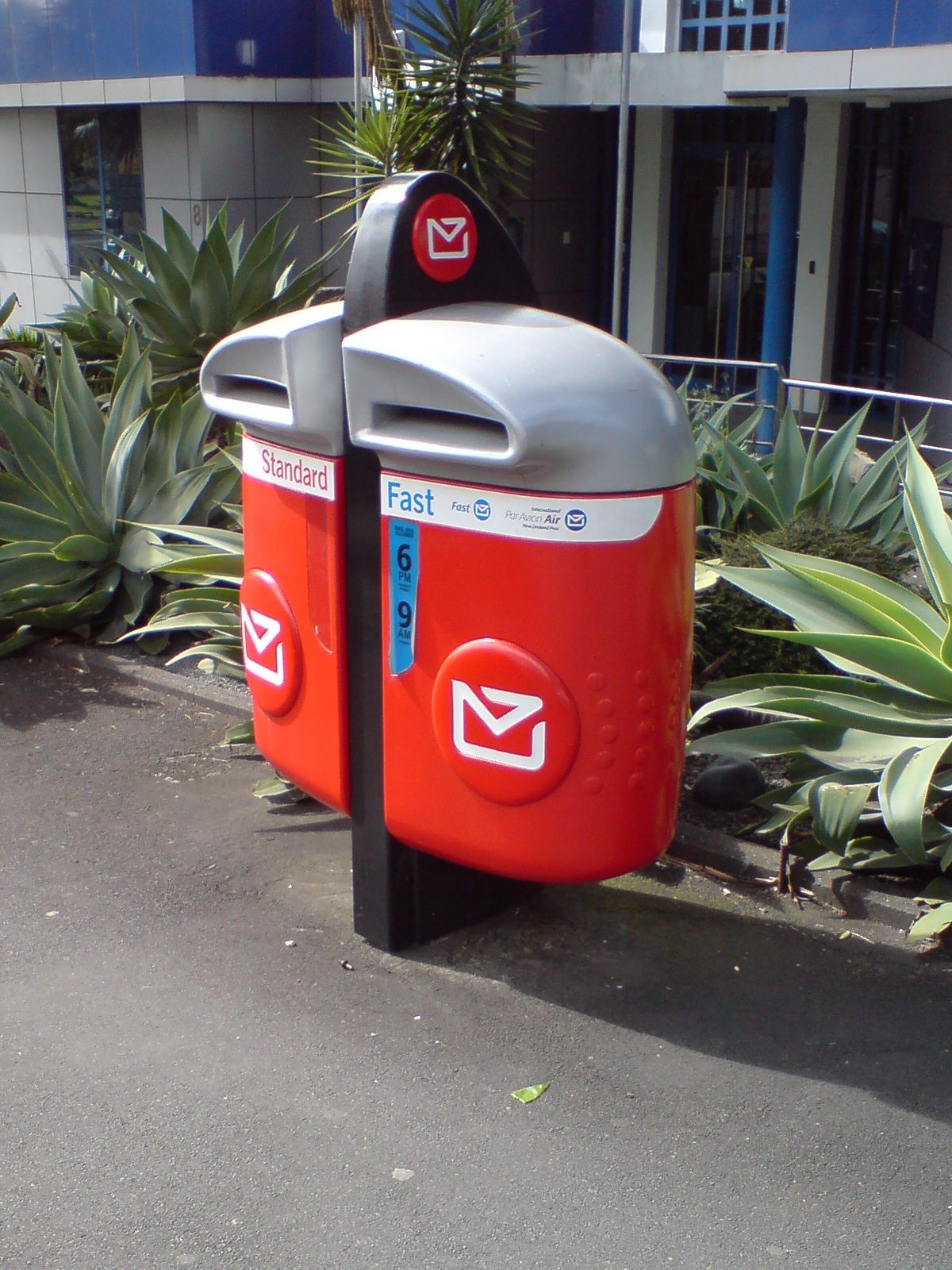
Nya Zeeland
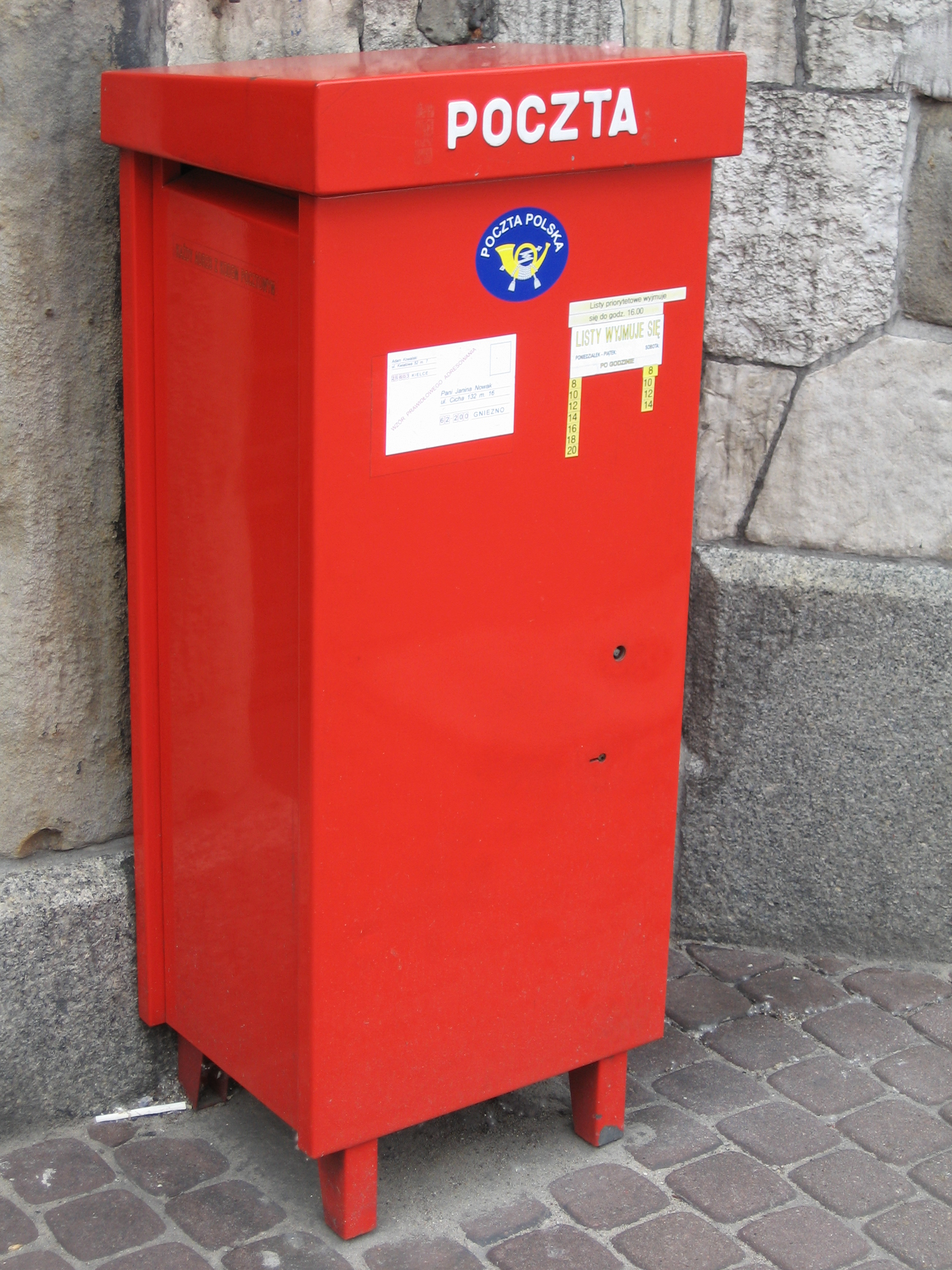
Polen
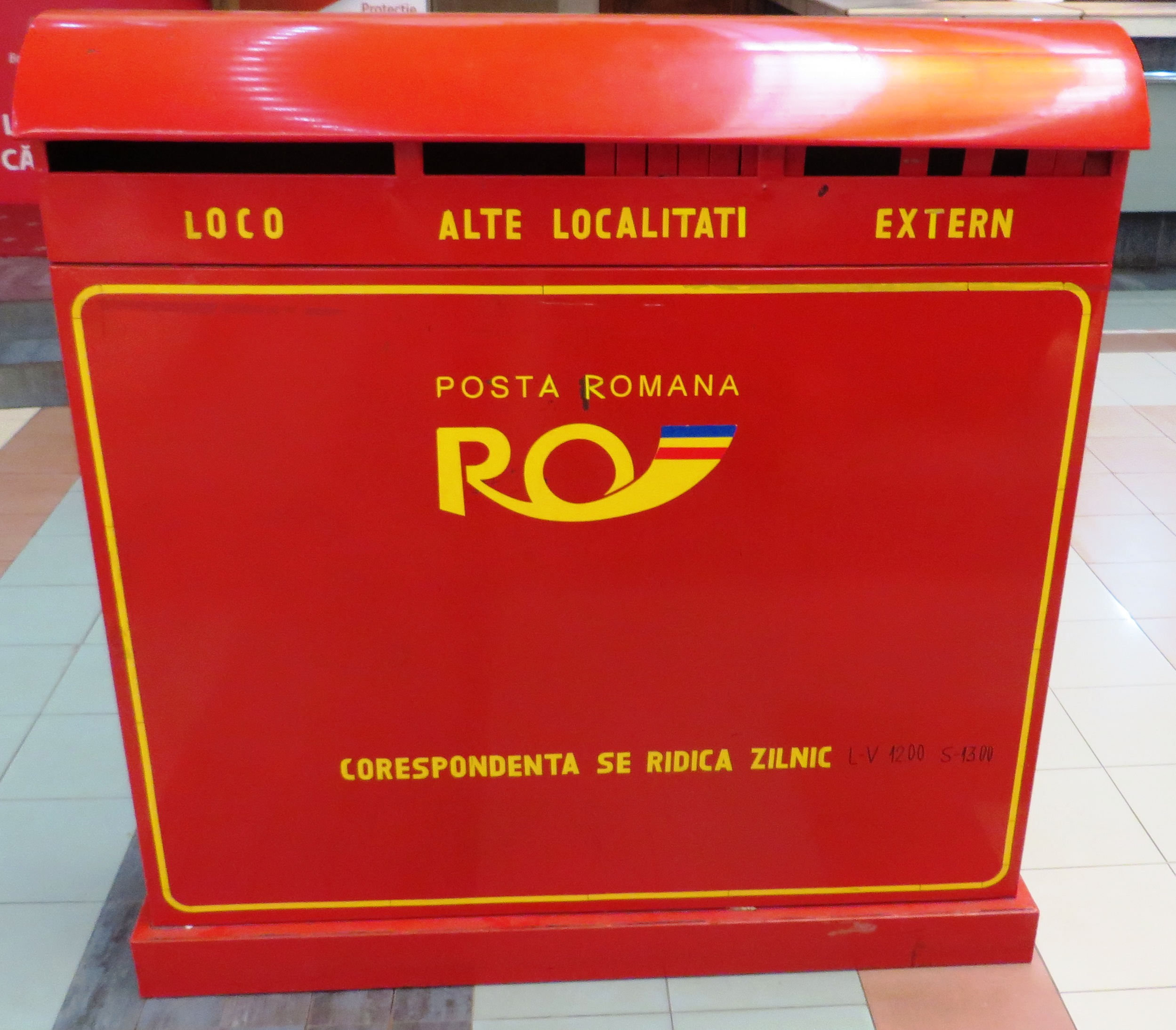
Rumänien
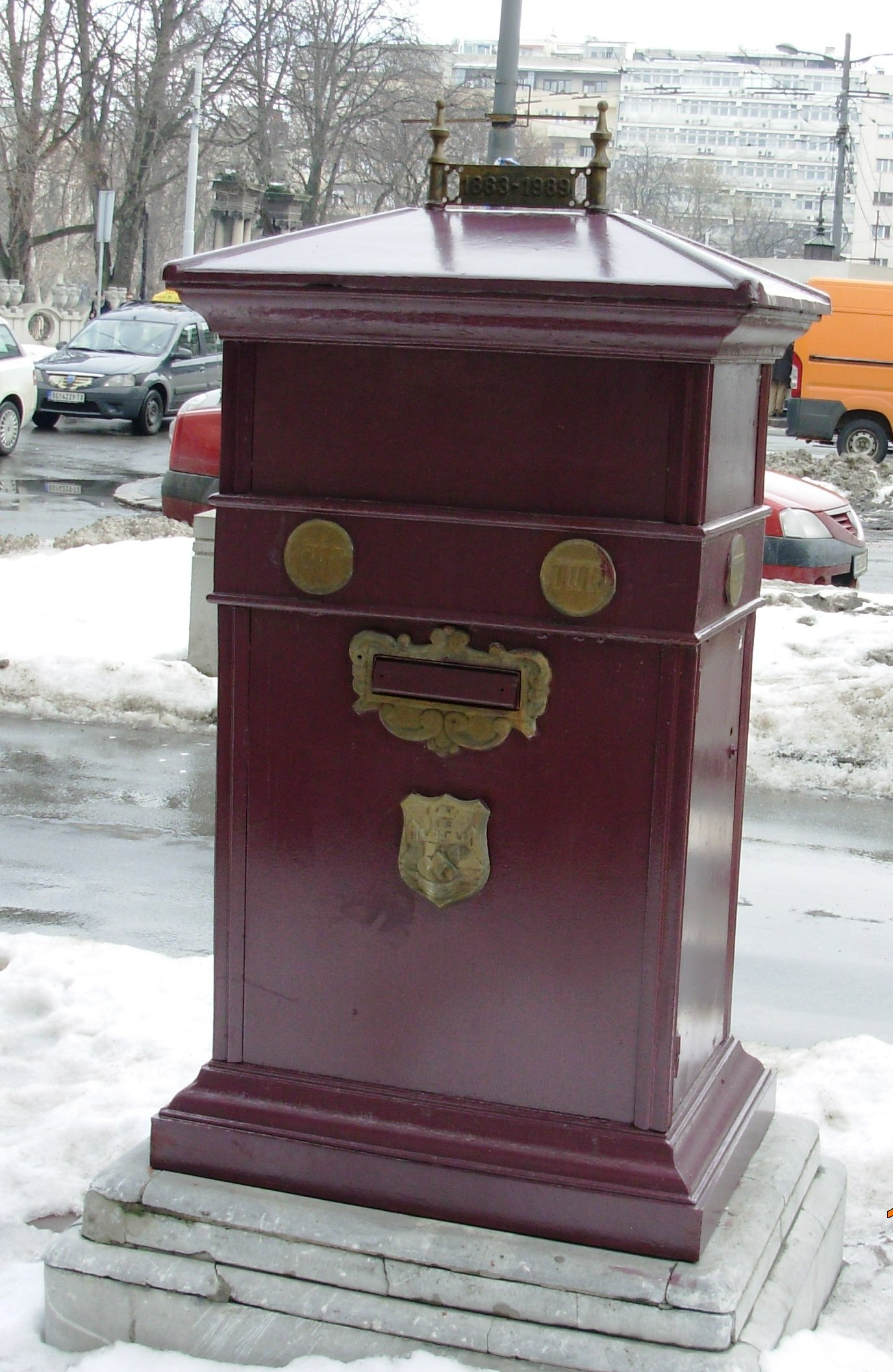
Serbien
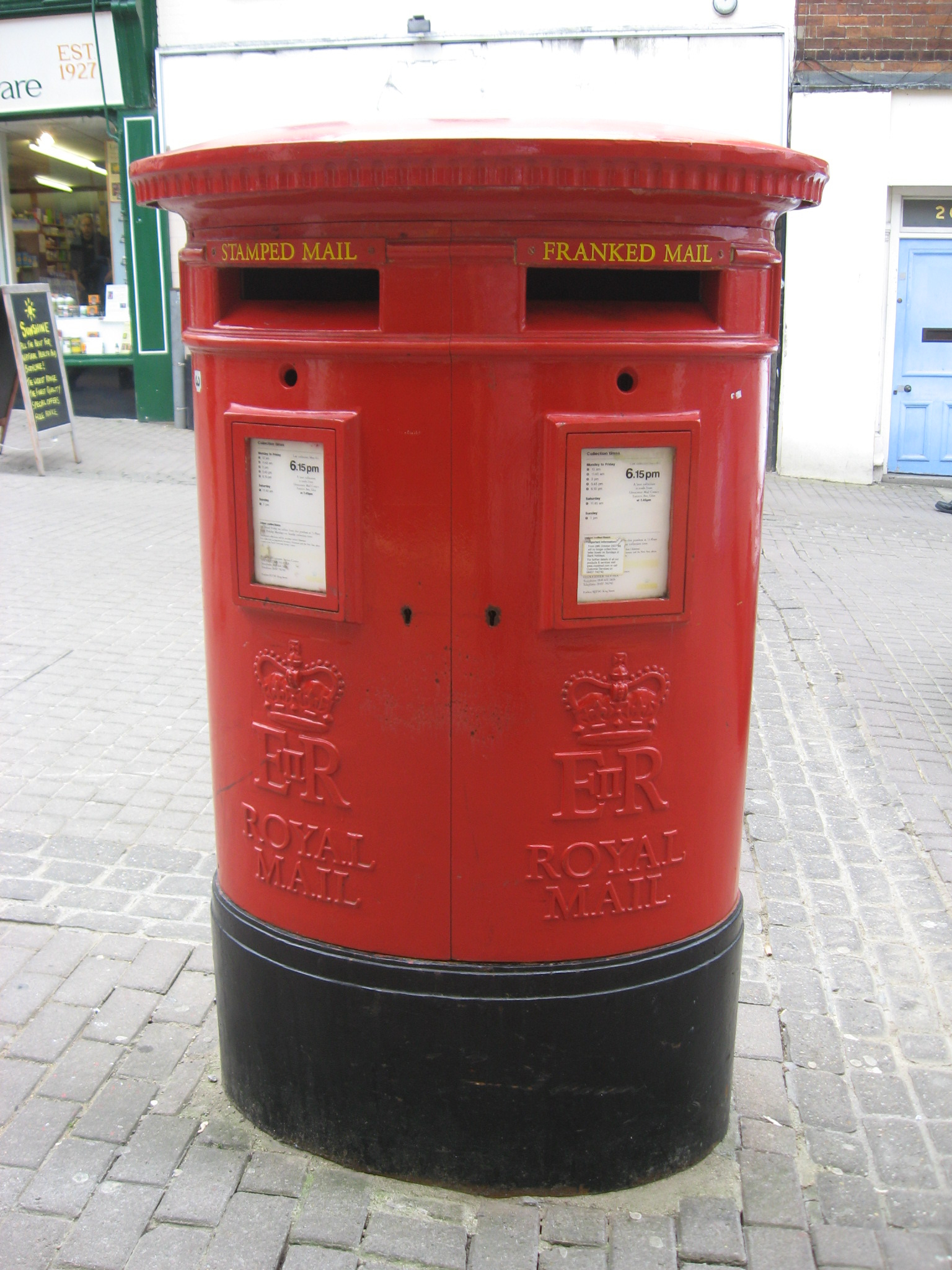
Storbritannien
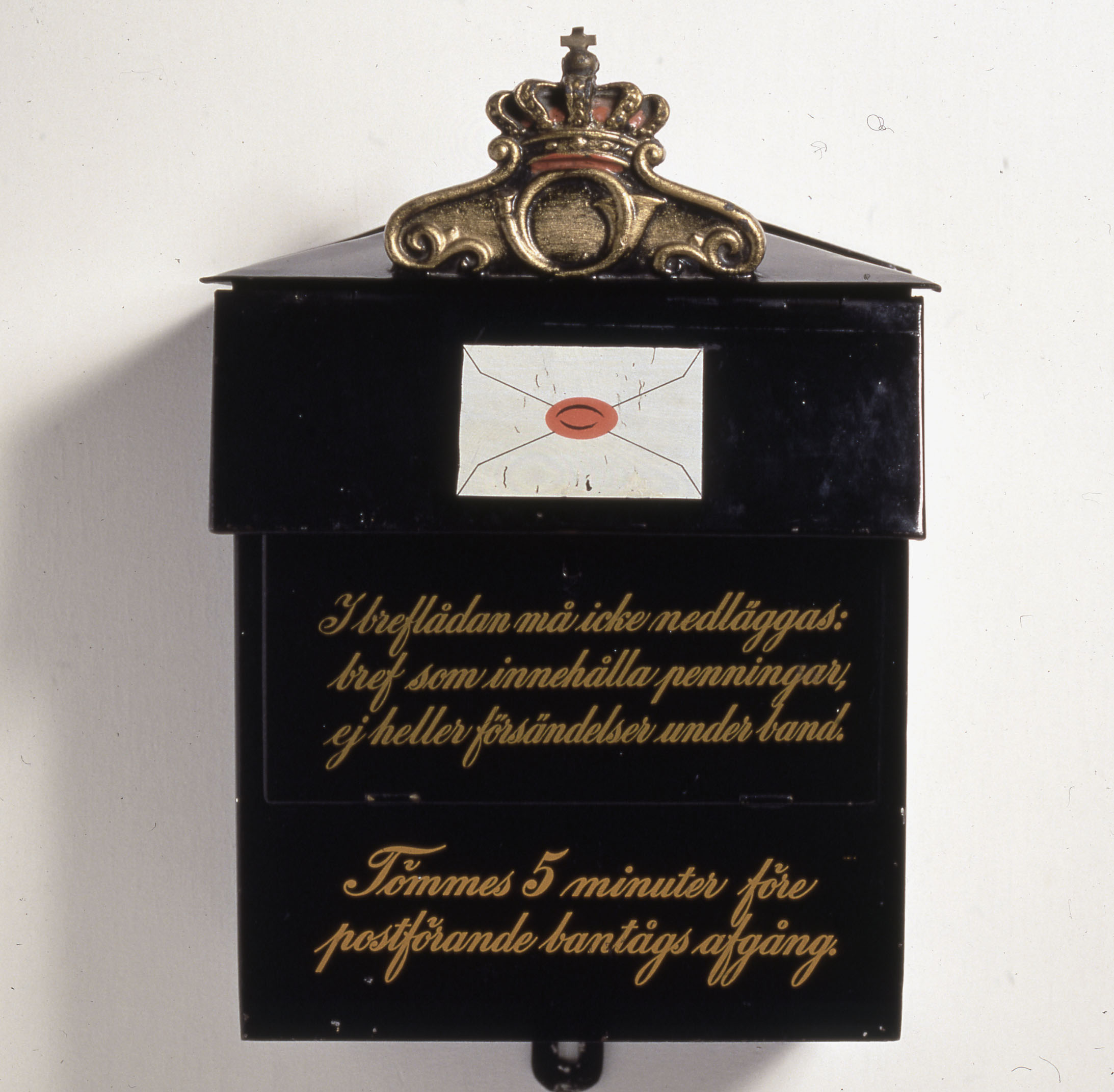
Sverige, 1871
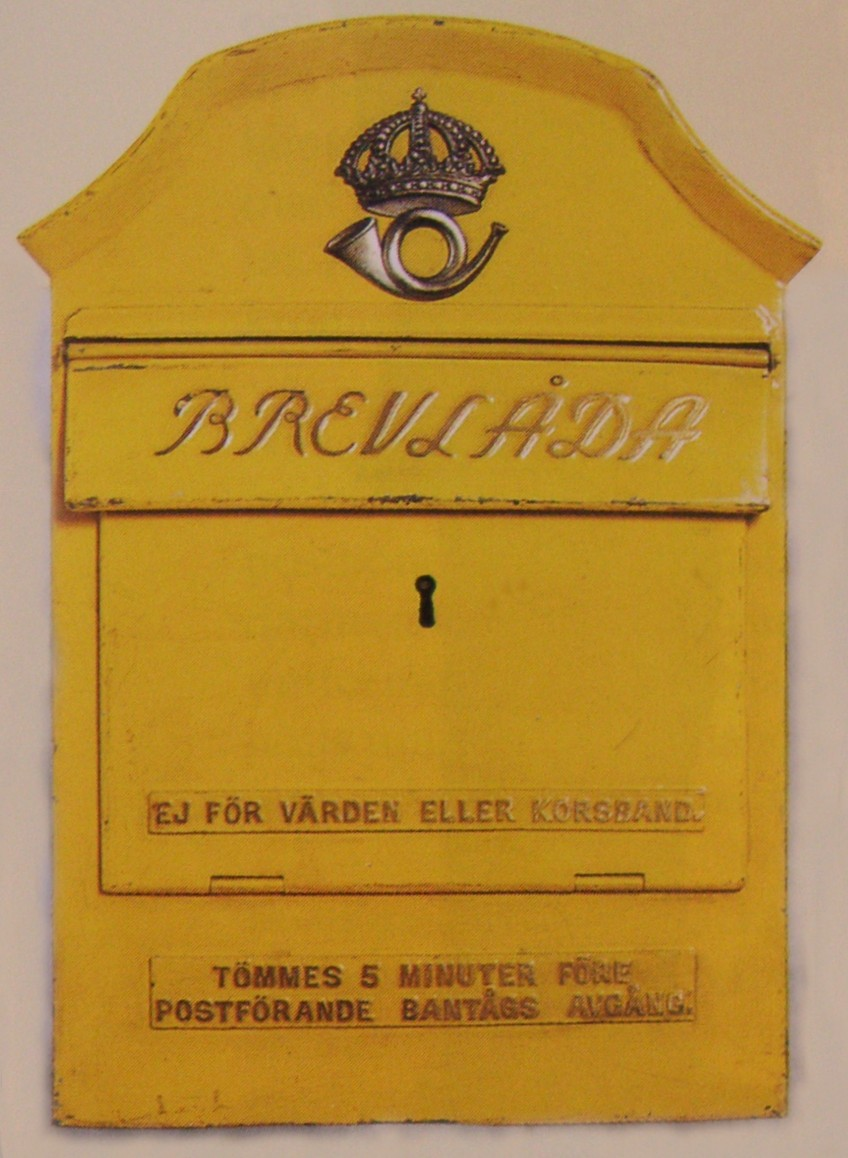
Sverige, från 1912, ritad av Ragnar Östberg
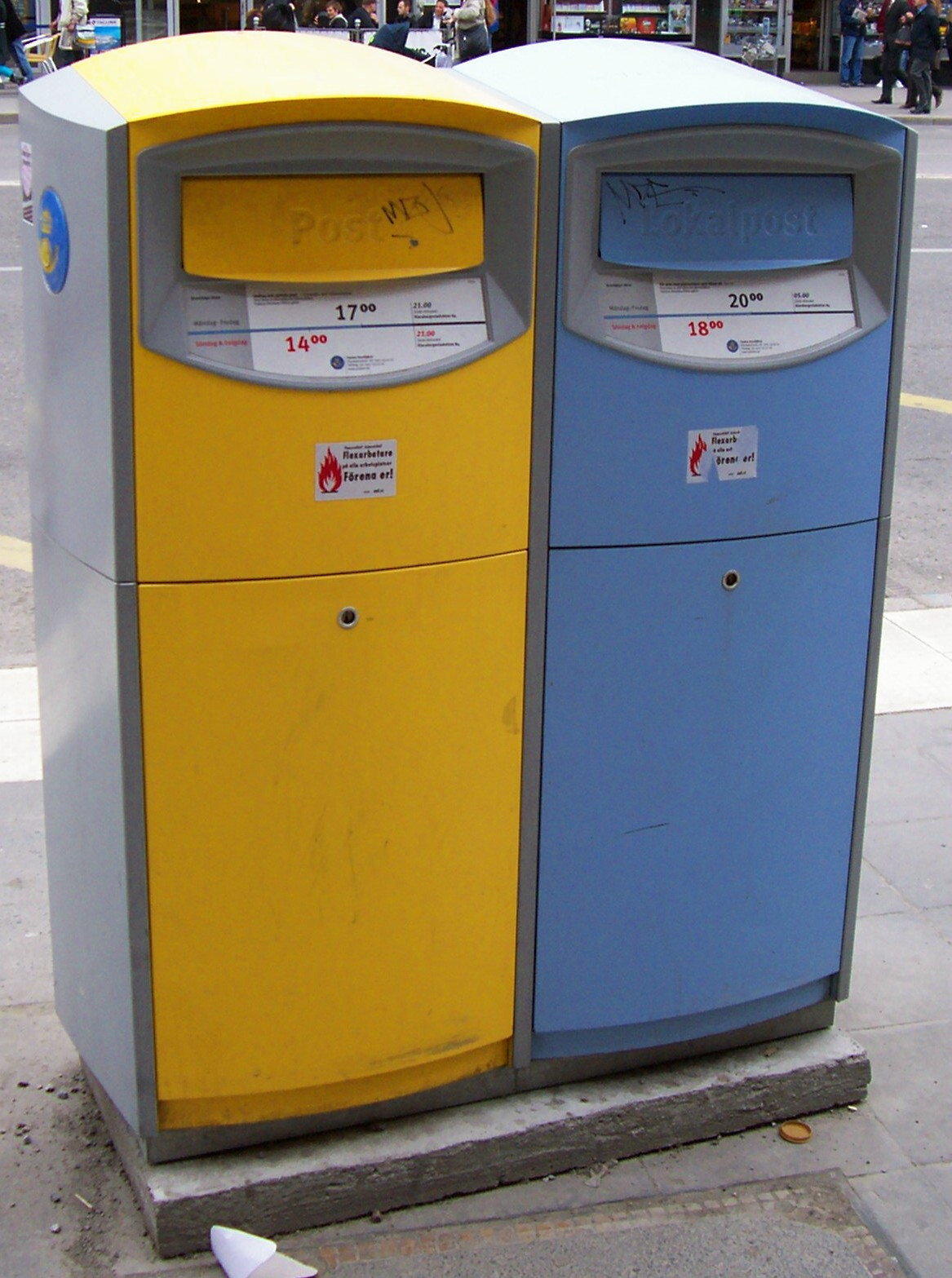
Sverige, från 2001, blå för lokal post
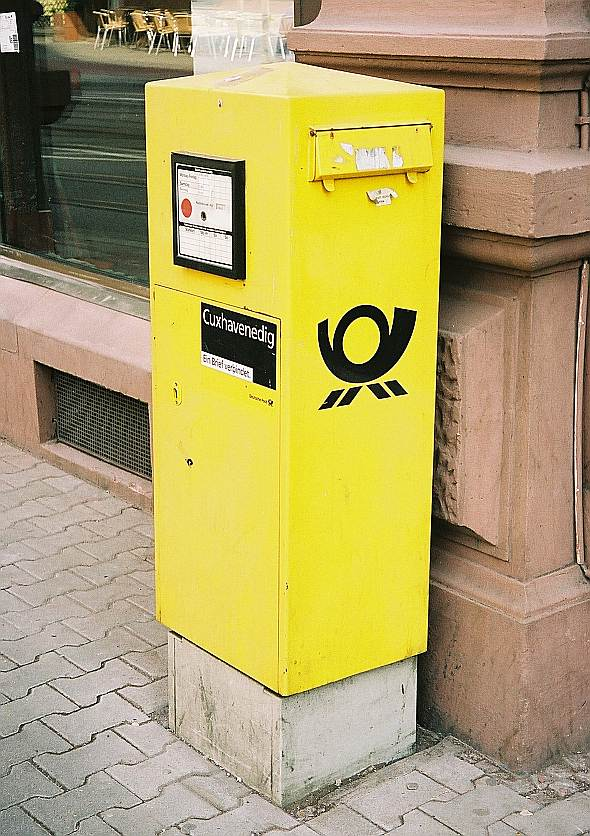
Tyskland
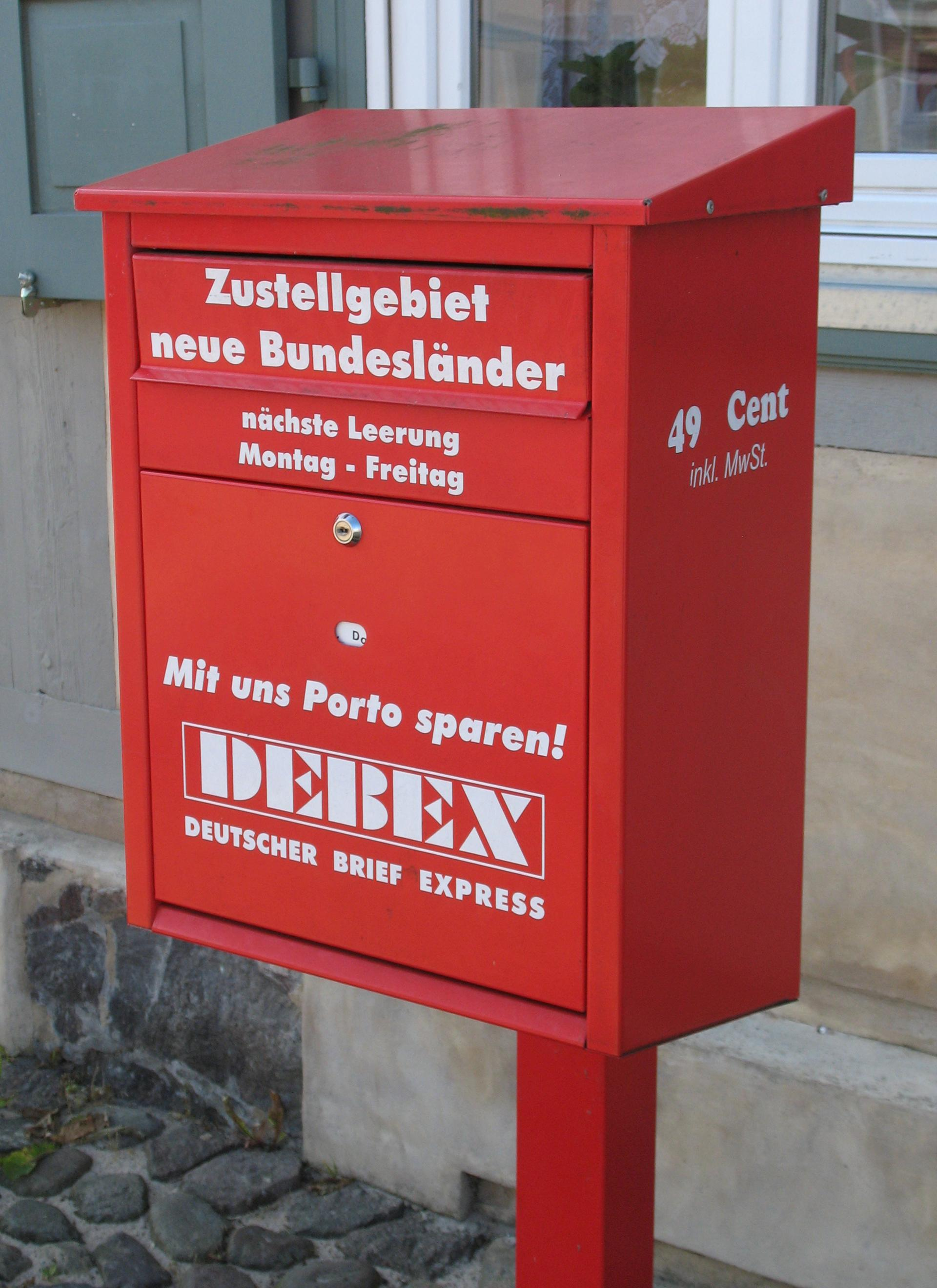
Liebenwalde, Tyskland, privat postservice
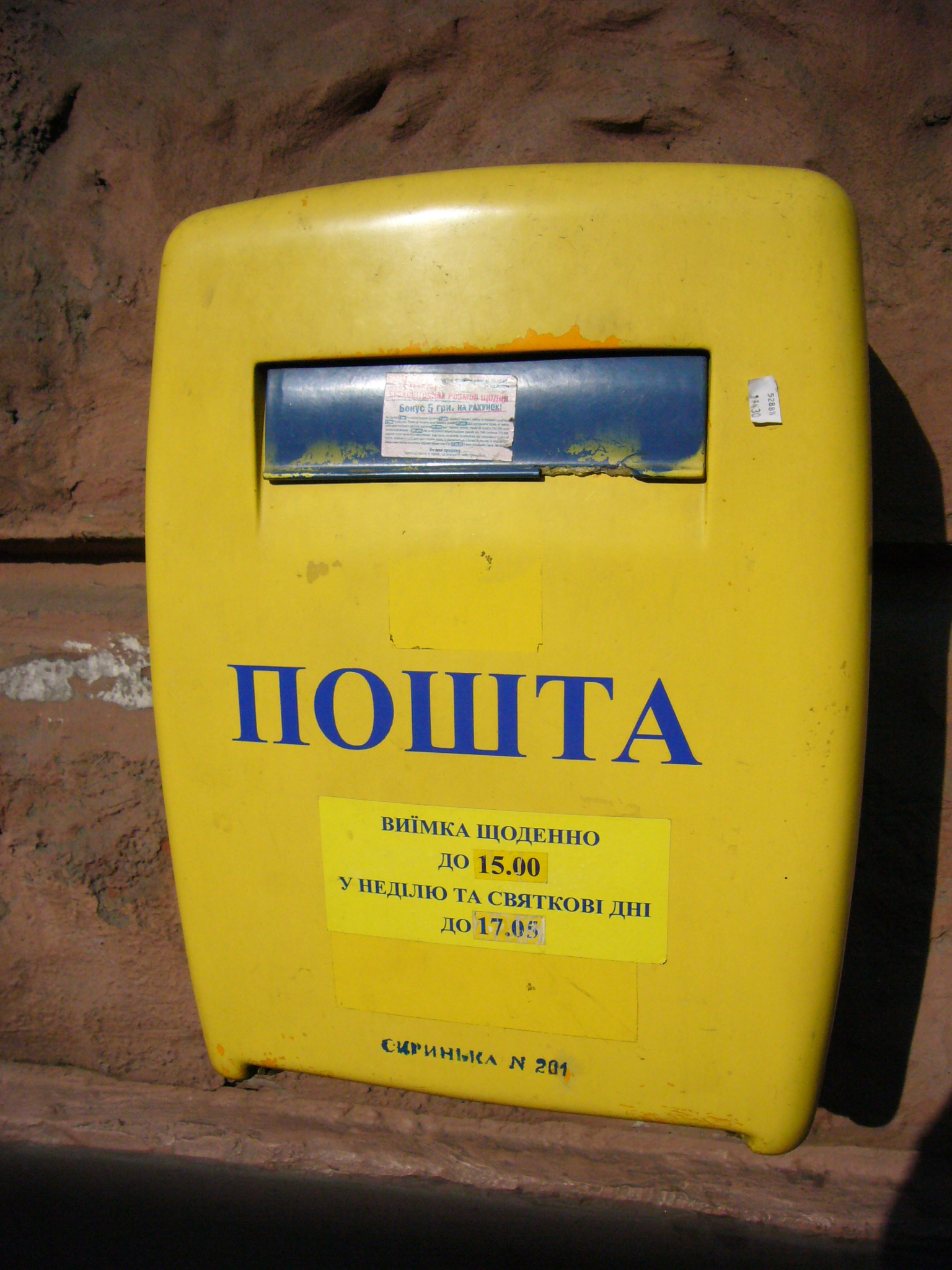
Ukraina
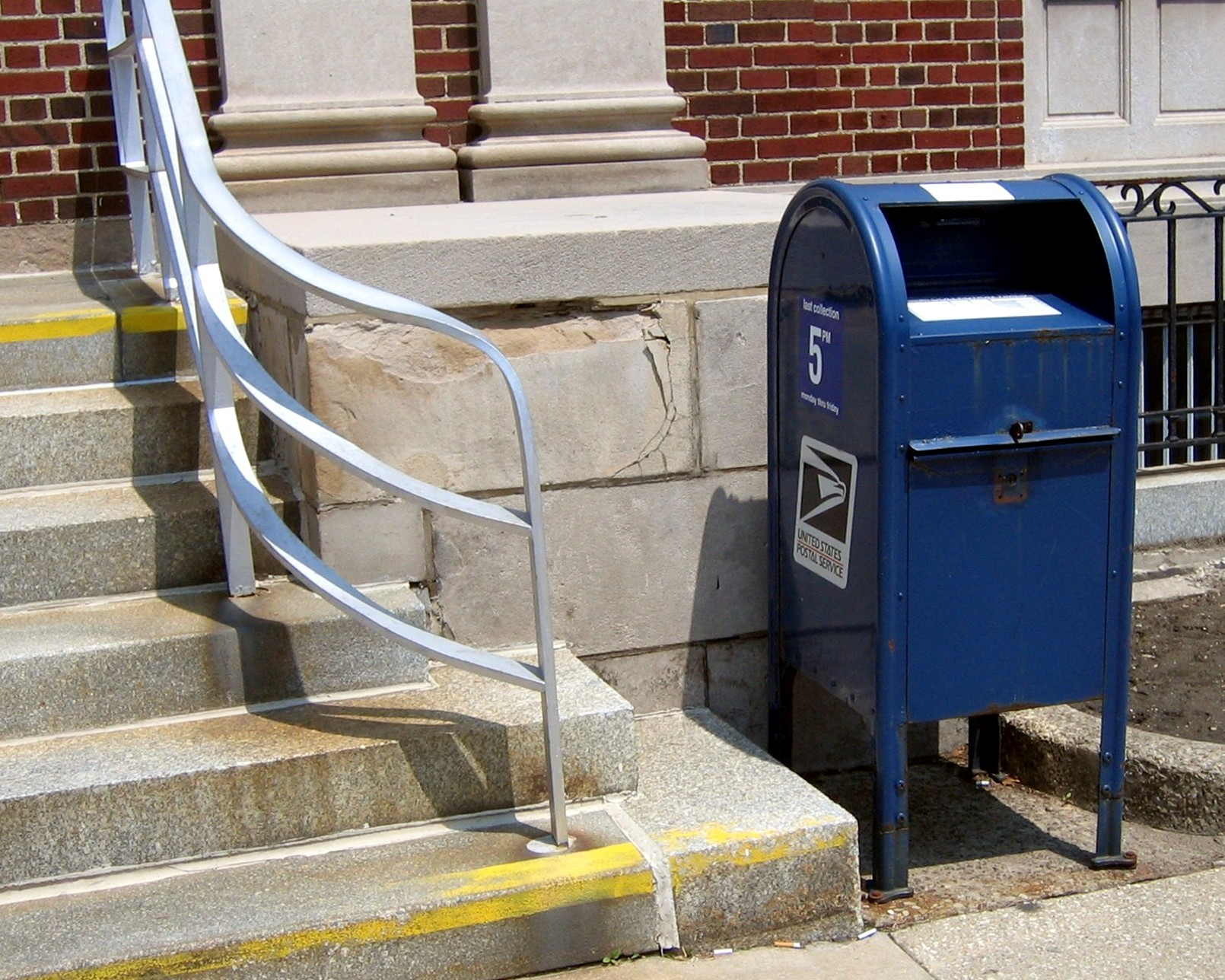
USA
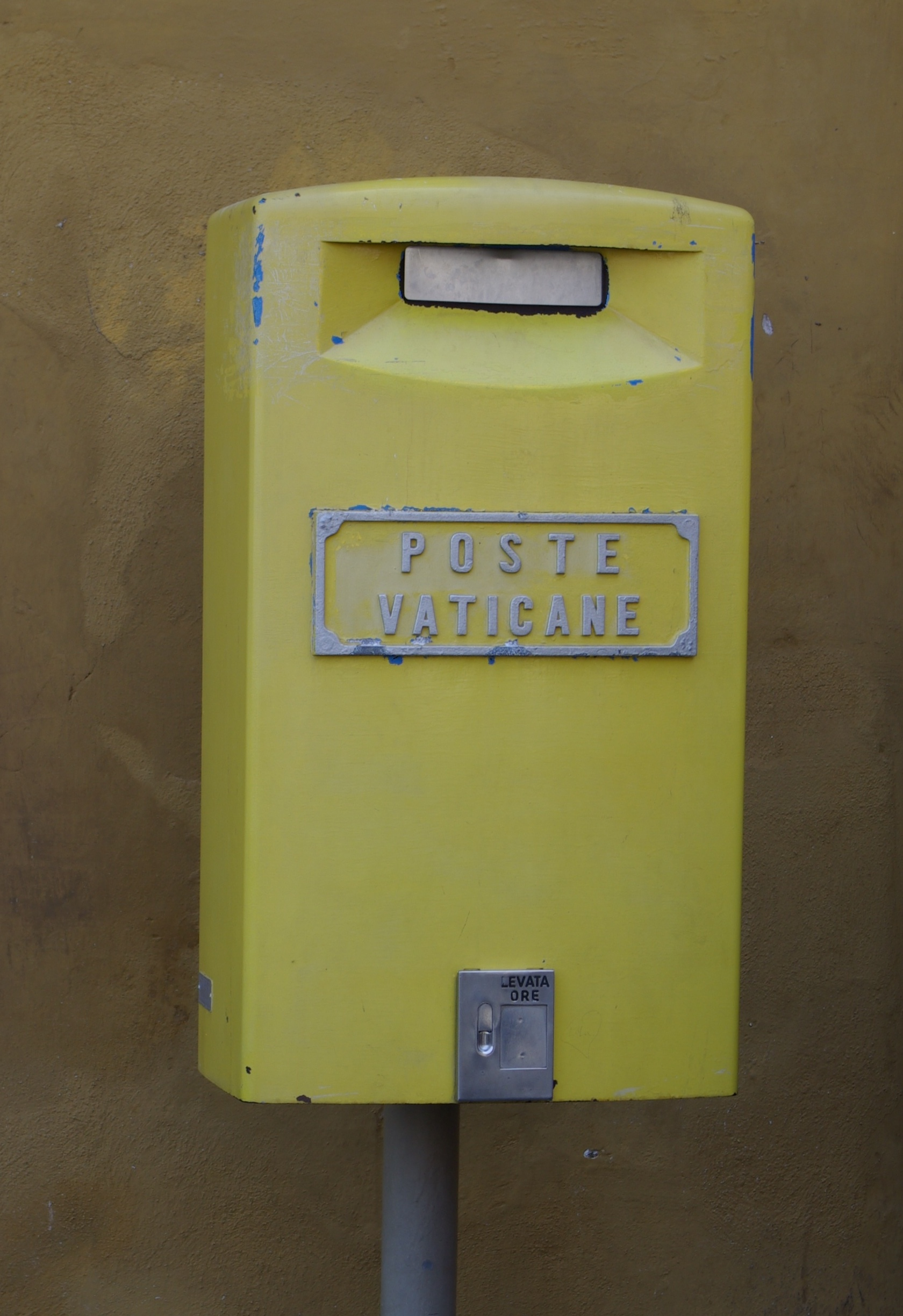
Vatikanstaten